# Stigmata
Stigmata – rosyjski zespół muzyczny grający alternatywnego rocka. Powstał w 2002 roku w mieście Wsiewołożsk w pobliżu Petersburga.

## Skład

### Obecni członkowie
- Артём Лоцких (Nel'son) – wokal,
- Денис Киченко (Denis) – gitara basowa,
- Тарас Уманский (Taras) – gitara,
- Артём Теплинский (Yosh) – gitara,
- Фёдор Локшин (Feud’or) – perkusja.

### Byli członkowie
- Артур Мальцев – wokal (do 2004)
- Игорь «IGOR» Капранов - gitara (do 2004)
- Никита «Nick» Игнатьев – perkusja (do 2006)
- Филипп «Phil» Терпецкий – perkusja (2006—2007)
- Андрей «Duke» Анисимов – gitara (2006—2009)

## Dyskografia

### Albumy studyjne
- Конвейер Снов (2004)
- Больше чем любовь (2005)
- Stigmata (2007)
- Мой путь (2009)

### Single
- Лёд (2006)
- Сентябрь (2007)
- Взлёт и падение (2009)
- Камикадзе (2011)
- До деятой ступени (2011)

### DVD
- Pieces of Life (2006)
- Acoustic & Drive (2008)